# Батибиус Геккеля
Батибиус Геккеля (Bathybius haeckelii) — вещество, якобы открытое британским биологом Томасом Генри Гексли и первоначально считавшееся формой первичной материи, источником всей органической жизни. Позже он признал свою ошибку, когда оказалось, что это всего лишь продукт неорганического химического процесса (осаждения).
В 1868 году Хаксли изучил старый образец ила со дна Атлантического океана, взятый в 1857 году. Когда он впервые исследовал его, он обнаружил только клетки простейших и поместил образец в банку со спиртом, чтобы сохранить его. Позднее он заметил, что образец содержал белковую слизь, которая, казалось, была пересечена прожилками. Хаксли думал, что открыл новое органическое вещество, и назвал его Bathybius haeckelii в честь немецкого биолога Эрнста Геккеля. Геккель выдвинул теорию об «изначальной слизи» (Urschleim), протоплазме, из которой возникла вся жизнь. Хаксли считал, что Bathybius может быть этой протоплазмой, недостающим звеном (в современных терминах) между неорганической материей и органической жизнью.
В том же году Хаксли опубликовал описание открытого вещества, а также написал об этом Геккелю. Геккель был впечатлён и польщён, и купил себе образец. В очередном издании своего учебника «История творения» Геккель предположил, что вещество постоянно возникало на дне моря из неживой материи по «физико-химическим причинам». В речи, произнесённой перед Королевским географическим обществом в 1870 году, Хаксли утверждал, что Bathybius образовал непрерывный слой живой протоплазмы, покрывающий всё дно океана на тысячи квадратных миль, и, возможно, непрерывный слой вокруг Земли.
Сэр Чарльз Уивилл Томсон исследовал некоторые образцы в 1869 году и счёл их аналогами мицелия; «никаких следов дифференциации органов», «аморфный пласт белкового соединения, мало раздражаемый и способный усваивать пищу… рассеянная бесформенная протоплазма».
Другие учёные были менее восторженны. Джордж Чарльз Уоллич утверждал, что Bathybius был продуктом химического распада.
В 1872 году началась экспедиция Челленджера. Он провёл три года, изучая океаны. Экспедиция также провела промеры на 361 океанской станции. Они не нашли никаких следов Bathybius, несмотря на утверждение, что данное вещество универсально. В 1875 году корабельный химик Джон Янг Бьюкенен проанализировал вещество, похожее на Bathybius, из ранее собранного образца. Он заметил, что это был осадок сульфата кальция из морской воды, который прореагировал с жидкостью-консервантом (спиртом), образуя желеобразную жижу, которая прилипала к частицам, как будто проглатывая их. Бьюкенен подозревал, что все образцы Bathybius были приготовлены одинаково, и сообщил об этом сэру Чарльзу Томсону, руководителю экспедиции на тот момент. Томсон отправил Хаксли письмо и рассказал о находке.
Хаксли понял, что совершил ошибку, поторопившись со статьёй. Он опубликовал часть письма в Nature и отказался от своих прежних взглядов. Позже, во время собрания Британской ассоциации развития науки в 1879 году, он заявил, что в конечном итоге несёт ответственность за распространение этой теории.
Большинство биологов приняли это как признание ошибки. Геккель, однако, не хотел отказываться от идеи батибиуса, потому что она была так близка к доказательству его собственных теорий об «уршлайме». Он безосновательно утверждал, что «батибий» наблюдали в Атлантике. Геккель нарисовал серию картин эволюции Urschleim, якобы, основанных на наблюдениях. Он продолжал поддерживать эту позицию до 1883 года.
Соперник Хаксли, Джордж Уоллич, утверждал, что Хаксли совершил преднамеренное мошенничество, а также обвинил Геккеля в фальсификации данных. Другие противники эволюции, в том числе Джордж Кэмпбелл, 8-й герцог Аргайл, пытались использовать этот случай в качестве аргумента против теории самозарождения жизни из неорганических элементов. Этот скандал стал ударом по теории эволюции, которая постулировала эволюционное происхождение жизни от неживой природы естественным способом без божественного вмешательства. Позднее стало понятно, что ошибка заключалась в игнорировании роли фотосинтеза в поддержании всей пищевой цепи жизни и в необходимости солнечного света, интенсивного на поверхности, но отсутствующего на дне океана.